# Ndola
Ndola je grad u Zambiji. Sjedište je pokrajine Copperbelt i treći po veličini grad u državi. Smještena je uz granicu s Demokratskom Republikom Kongo, na nadmorskoj visini od oko 1300 m, 280 km sjeverno od glavnog grada Lusake i dvjestotinjak kilometara od Lubumbashija u DR Kongu.
Grad je osnovan 1904. godine i brzo se razvio zahvaljujući željeznici, kojom su se bakar i drago kamenje prevozili iz obližnjih rudnika do (najčešće) Cape Towna. Danas Ndola ima postrojenja za preradu bakra te rafinerije nafte, ali najznačajnija je kao izvor vapnenca za proizvodnju cementa. Dvije gradske cementare najbitniji su izvor prihoda Ndole. Grad ima i međunarodnu zračnu luku.
Nedaleko Ndole se 18. rujna 1961. srušio zrakoplov s Dagom Hammarskjöldom, tadašnjim Glavnim tajnikom UN-a.
Godine 2010. Ndola je imala 455.194 stanovnika.

## Gradovi prijatelji
- Aldershot, Ujedinjeno Kraljevstvo
- Blantyre, Malavi
- Bentol, Liberija
- Harbin, Kina
- Lubumbashi, DR Kongo
- Mahačkala, Rusija
- Porto, Portugal
- Walvis Bay, Namibija

## Vanjske poveznice

### Ostali projekti
|  | Zajednički poslužitelj ima još gradiva o temi Ndola |